# Christopher Trumbo
Christopher Trumbo (* 25. September 1940 in Los Angeles, Kalifornien; † 8. Januar 2011 in Ojai, Kalifornien) war ein US-amerikanischer Drehbuchautor.

## Leben
Christopher Trumbo ist der Sohn von Cleo und Dalton Trumbo. Als er sieben Jahre alt war, wurde sein Vater vom Komitee für unamerikanische Umtriebe mit einem Berufsverbot und Gefängnis bestraft. 1951 zog die Familie nach Mexiko-Stadt, wo sie gemeinsam mit der Familie des ebenfalls auf der Schwarzen Liste stehenden Drehbuchautoren Hugo Butler zusammen lebte. Nach zwei Jahren zog die Familie zurück nach Los Angeles, wo sie sich im Highland Park niederließ. Trumbo besuchte dort die Franklin High School und schloss 1963 sein Studium an der Columbia University ab.
Ab 1967 arbeitete Trumbo als Drehbuchautor. Mit Der Don ist tot debütierte er als Drehbuchautor für einen Spielfilm. Gemeinsam mit Michael Butler hatte er einen Roman von Marvin H. Albert adaptiert. Er schrieb weitere Filme wie Brannigan – Ein Mann aus Stahl und NY – Streets of Death. Insbesondere war es ihm ein Anliegen, das Ansehen seines Vaters wiederherzustellen. So schrieb er mit Trumbo: Red, White and Blacklisted ein Theaterstück, welches anhand der Originaltagebuchaufzeichnungen, dessen Erfahrungen mit dem Berufsverbot wiedergab. Das Theaterstück wurde 2007 mit der Dokumentation verfilmt. Außerdem versuchte er zeit seines Lebens, die Autorenschaft seines Vaters an der Komödie Ein Herz und eine Krone anerkennen zu lassen. Dem Anliegen gab die Writers Guild of America am 19. Dezember 2011 statt, etwa 11 Monate, nachdem Christopher Trumbo und 35 Jahre nachdem Dalton Trumbo verstarb.
Am 8. Januar 2011 verstarb Trumbo im Alter von 70 Jahren an den Folgen seiner Krebserkrankung. Er hinterließ seine Frau Nancy Escher.

## Filmografie (Auswahl)
- 1973: Der Don ist tot (The Don Is Dead)
- 1974: Nakia, der Indianersheriff (Nakia)
- 1975: Brannigan – Ein Mann aus Stahl (Brannigan)
- 1978: Ishi: The Last of His Tribe
- 1987: Falcon Crest (Fernsehserie, eine Folge)
- 1998: NY – Streets of Death (Naked City: A Killer Christmas)
- 2007: Trumbo